# 短母指伸筋
短母指伸筋（たんぼししんきん、英語: extensor pollicis brevis muscle）は人間の上肢の筋肉で母指MP関節の伸展、母指外転を行う。
前腕骨間膜、橈骨背面から起こり、母指基節骨底背側で停止する。